# Nassella chilensis
Nassella chilensis är en gräsart som först beskrevs av Carl Bernhard von Trinius, och fick sitt nu gällande namn av Étienne-Émile Desvaux. Nassella chilensis ingår i släktet nassellor, och familjen gräs. Inga underarter finns listade i Catalogue of Life.